# Adaeulum supervidens
Adaeulum supervidens is een hooiwagen uit de familie Triaenonychidae. De wetenschappelijke naam van Adaeulum supervidens gaat terug op Lawrence.